# Un extraño a mi lado
Un extraño a mi lado (nombre original en inglés: The Stranger Beside Me) es una película estrenada en 2003, coproducción entre Canadá y Estados Unidos, dirigida por Paul Shapiro y protagonizada por Billy Campbell y Barbara Hershey. La película está basada en el libro homónimo escrito por Anne Rule, quien conocía al asesino serial Ted Bundy personalmente.

## Argumento
Anne Rule investiga el caso de un asesino serial que ha matado ya a ocho jovencitas y comenta su preocupación a su conocido Ted Bundy, ignorando que él es el asesino buscado.

## Reparto
- Billy Campbell
- Barbara Hershey
- Kevin Dunn
- Suki Kaiser
- Brenda James
- Benjamin Ratner
- Kimberley Warnat
- Jay Brazeau
- Meghan Black
- Chiara Zanni
- Matthew Bennett
- Sarah Edmondson
- Tania Saulnier
- Nicole LaPlaca
- Aaron Douglas